# Josef Wolf (Märtyrer)
Josef Wolf (* 24. Mai 1882 in Neu-Liebental/Jewgenjew bei Odessa, Ukraine, Russisches Kaiserreich; † nach 1935 in der Sowjetunion) war ein russlanddeutscher römisch-katholischer Geistlicher und Märtyrer.

## Leben
Josef Wolf wuchs im Bistum Tiraspol auf. Er studierte Theologie im Priesterseminar Saratow und wurde am 26. Mai 1905 von Bischof Eduard von der Ropp zum Priester geweiht. Die Stationen seines Wirkens waren: Religionslehrer in Karlsruhe, 1906 Prediger in Odessa, 1908 Spiritual am Priesterseminar, 1909 Präfekt am Priesterseminar, 1912 Administrator des Turgai-Gebietes in Kasachstan, 1929 Pfarrer in Selz. 1935 wurde er verhaftet und zu zehn Jahren KZ verurteilt. Seitdem ist er verschollen.

## Gedenken
Die Römisch-katholische Kirche in Deutschland nahm Josef Wolf als Märtyrer in das deutsche Martyrologium des 20. Jahrhunderts auf.